# Alexander Stripunsky

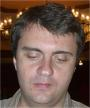
Alexander Stripunsky worldopen.com

Alexander Stripunsky (Oekraïens: Олександр Стріпунський) (Oekraïne, 18 augustus 1970) is een Amerikaans schaker. Hij is sinds 1998 een grootmeester (GM).
- In 1996 eindigde Stripunksy als 9e in de B-groep van het Hoogovens-schaaktoernooi.[1]
- In juli 2002 speelde Stripunsky mee in het World open. Hij eindigde met zes punten op de 15e plaats.
- In het kampioenschap van de USA dat van 23 november t/m 6 december 2004 gespeeld werd, eindigde hij met 7 punten uit 9 wedstrijden op een gedeelde eerste plaats. Hikaru Nakamura behaalde eveneens 7 punten. De playoffs die op 6 december gespeeld werden, werden door Hikaru gewonnen zodat Alexander tweede werd.
- Op 10 juli 2005 vond de lange afstand wedstrijd tussen New York en Sint-Petersburg plaats, die met 2 - 6 door de Russen gewonnen werd. Stripunsky speelde tegen Nikita Vitjoegov.
- In 2008 won hij in Sturbridge, Massachusetts, met 5 punten uit 6 partijen het 38e Continental Open.[2]
- In 2014 won Stripunski in Connecticut het toernooi van Fairfield County; de gemiddelde rating van de deelnemers in de topsectie was 2430.[3] Hij won het toernooi door in de laatste ronde zijn belangrijkste concurrent IM Jan van de Mortel Kan in 33 zetten te verslaan.
- In 2015 eindigde hij in het jaarlijkse New Jersey Open toernooi met 4.5 pt. uit 6 op een gedeelde derde plaats. Het toernooi werd gewonnen door GM Magesh Panchanathan.[4]